# 云门山大觉禅寺
24°48′44″N 113°18′32″E / 24.8121°N 113.3089°E

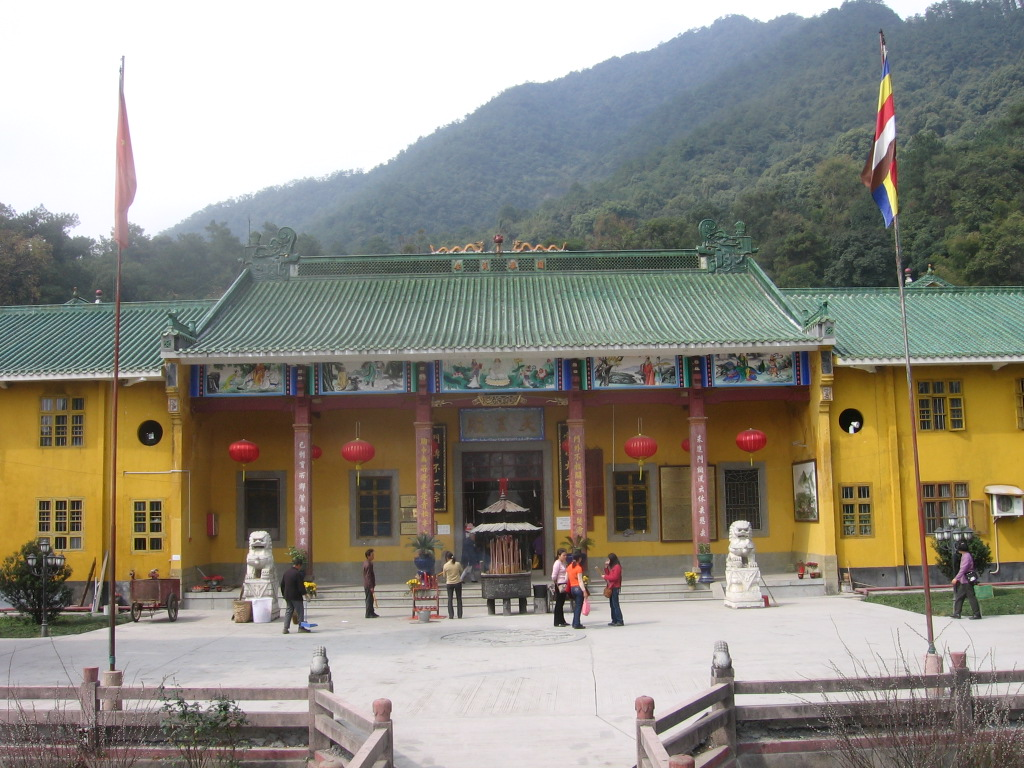
云门山大觉禅寺山门

云门山大觉禅寺，简称云门寺，位于广东省韶关市乳源县城北6公里，离韶关市区有50公里。佔地12000平方米，建筑面积达7000多平方米。云门寺始建于南汉乾亨七年（923年），由云门宗（禅宗五大支派之一）始祖六祖惠能九传弟子文偃禅师所建，是云门宗的发祥地。
寺内保存着珍贵文物，距今1000多年的南汉石碑《大汉韶州云门光泰禅寺院故匡真大师实性碑铭并序》。

## 雲門事變
1951年春，虛雲老和尚擬在雲門山大覺寺傳戒。適值中國展開「鎮反運動」（鎮壓反革命），廣東省乳源縣民兵包圍寺院，以該寺隱匿反革命分子，窩藏軍械及金銀為由，將虛雲老和尚等二十六名僧人囚禁起來拷打。虛雲和尚被拘禁於方丈室內，門窗封閉，絕其飲食，大小便均不許外出，並遭四次毒打，虛雲和尚肋骨折斷，遂闔目不視，閉口不語，呈入定狀，八日後始甦醒，虛雲和尚嘔心瀝血所撰《楞嚴經玄要》、《法華經略疏》、《遺教經注釋》、《圓覺經玄義》、《心經解》等著作毀失殆盡。事發後中央人民政府副主席李濟深通知政務院總理周恩來斡旋，事件至1951年5月下旬，歷時三個月才告一段落，海內外佛教界稱之為「雲門事變」。

## “四大金刚”塑像
“四大金刚”塑像位于云门寺内，为乳源县文物保护单位，类型为古建筑，公布时间为1960年12月26日，历史年代为南汉。